# Les Chevaliers de Baphomet : La Malédiction du serpent
Les Chevaliers de Baphomet : La Malédiction du serpent (version originale : Broken Sword 5: The Serpent's Curse) est un jeu vidéo d'aventure développé par Revolution Software. Il s'agit du cinquième opus de la série Les Chevaliers de Baphomet. La première partie est sortie le 4 décembre 2013 sur Windows, Mac OS X et Linux puis sur PlayStation Vita, iOS et Android, tandis que la seconde partie est sortie le 16 avril 2014. Le jeu est ensuite commercialisé en version physique complète le 20 juin 2014 sur PC, puis le 4 septembre 2015 sur PlayStation 4 et Xbox One.

## Synopsis
Alors que George Stobbart retrouve par hasard Nicole Collard à Paris dans une galerie d'art au cours d'une exposition que sa compagnie assure, un voleur s'introduit dans la galerie et vole un mystérieux tableau "La Maledicció", tuant au passage le propriétaire de la galerie. Les deux amis se lancent alors à nouveau dans une enquête qui les mènera sur la piste de trafiquants d'œuvres d'art et des gnostiques.

## Système de jeu
Les Chevaliers de Baphomet : La Malédiction du Serpent se place comme un retour aux sources de la franchise. L'aventure se joue en utilisant une interface de type point and click, au sein de décors dessinés en deux dimensions. Les personnages seront quant à eux modélisés en trois dimensions, pré-rendu et enregistrés en tant que série d'images. Ce choix se justifie par la nécessité de supporter des plateformes aux résolutions extrêmement variables, pour lesquels réaliser à nouveau toute l'animation manuellement serait trop coûteux. Le jeu retournant vers un style en deux dimensions, Revolution s'est entouré de nombreux artistes ayant travaillé pour des entreprises telles que Disney, Aardman ou encore Universal.

## Développement
Le jeu est annoncé officiellement le 23 août 2012. Cette annonce fut accompagnée du lancement d'une campagne de financement collaboratif au travers de Kickstarter. Charles Cecil révéla à cette occasion que le jeu était en développement depuis six mois déjà, mais qu'un apport financier supplémentaire serait nécessaire pour terminer le développement. Il ajouta que dépendre d'un financement collaboratif plutôt que du financement d'un éditeur laisserait aux développeurs une liberté créative totale. Le 5 septembre 2012, seulement 13 jours après le lancement de la campagne, les promesses de financement dépassent les 400 000 dollars, somme requise par Revolution pour terminer le développement. À l'issue de la campagne de financement, le montant récolté dépasse les 820 000 dollars, si l'on additionne le financement Kickstarter et les dons effectués par l'intermédiaire de Paypal.

## Doublage
- Emmanuel Curtil : George Stobbart
- Nathanièle Esther : Nicolle Collard
- Gabriel Bismuth : Adam, Bassam
- Odile Schmidt : Annette
- Pascale Chemin : Bijou
- Coralie Coscas : Eva, Kat
- Marie-Laure Beneston : Fleur
- Hervé Caradec : Henri, le sergent Moue
- Olivier Peissel : Gehnen
- Thierry Kazazian : Wilfred Hobbs
- Sébastien Desjours : Richard Langham
- Patrice Baudrier : Hector Laine
- Stéphane Ronchewsky : l'inspecteur Navet
- Pierre Laurent : Ramon vieux, le père Simon
- David Krüger : Shears
- Frédéric Souterelle : Roman Medovsky
- Martial Le Minoux : Xavier Marqués, Ronnie
- Christian Pélissier : M. Rickenbacker
- Virginie Ledieu : Lady Piermont
- Xavier Fagnon : le serveur du bar "Le Tricolore"
- Tom Rabat : Tiago Marqués vieux
- Patrick Borg, Gilbert Lévy et Eric Peter : les gardes de Langham
- Christian Mulot : Duane Henderson
- Céline Melloul : Pearl Henderson

## Accueil
- Game Side Story[10] :
- Gameblog : 6/10 [11]
- Gamekult : 6/10 [12]
- jeuxpo : 7/10 [13]
- JeuxActu : 14/20[14]